# Primeira Guerra Luso-Ambundo
A Primeira Guerra Luso-Ambundo foi um conflito armado entre o Império Português e o Reino do Dongo, em Angola, que durou de 1579 a 1604.
A guerra com Dongo foi o primeiro grande conflito em que os portugueses se envolveram em Angola e desencadeou um longo período de guerras que se prolongariam por mais de um século, conhecidas como Guerras Angolanas.

## Contexto
Os portugueses já tinham alguma presença em Angola há quase um século quando em 1575 Paulo Dias de Novais desembarcou na Baía de Luanda à cabeça de uma expedição para fundar uma colónia. Numerosos mercadores, missionários e embaixadores portugueses frequentavam o Congo ou o Dongo desde que, em 1482, Diogo Cão estabelecera contactos com a região e tinham-se fixado naqueles reinos.
Em Luanda o donatário seguia antes uma política de firmar contactos bilaterais com o rei do Congo e o rei do Dongo, Jinga Angola Quilombo Quiacassenda. Nos três anos após a fundação de Luanda, Paulo Dias de Novais explorou a região, trocou emissários, negociou tratados, levou a cabo pequenas operações contra sobas rebeldes em apoio do rei do Congo ou do Dongo e fundou fortalezas ou presídios no sertão para segurança dos negociantes, caravanas e intermediários. D. Sebastião enviou uma embaixada ao rei do Dongo e Quiacassenda enviava escravos e manilhas de prata ao rei português. Paulo Dias de Novais trouxera cerca de 350 soldados, entre negociantes, sapateiros e alfaiates, mas em o donatário pediu reforços a Lisboa para repor os seus efectivos perdidos para doenças ou derrotas militares e estes chegaram em 1578, em número de 400 homens, com munições e mercadoria. Foi fundado o presídio de São Pedro de Calumbo, a dez léguas da foz do Cuanza e depois, ainda em 1578 ou 1579, o presídio de Santa Cruz do Tombo. O objectivo de Paulo Dias de Novais era abrir caminho até às minas de prata que se dizia existir em Cambambe.

### O despoletar das hostilidades, Setembro de 1579
As relações com Paulo Dias de Novais eram de tal maneira amigáveis que o rei do Dongo, Jinga Angola Quilombo Quiacassenda, solicitou um embaixador residente para a sua capital em Cabaça. Foi enviado Pero da Fonseca com 20 homens e fazenda para entregar ao rei do Dongo a troco de escravos para exportar.
Em Cabaça, porém, Pero da Fonseca desentendeu-se com um negociante português, Francisco Barbudo, que o acusou em reunião privada com o rei do Dongo e os seus conselheiros de querer conquistar o reino. Mediante recomendação de alguns dos seus conselheiros, Quiacassenda mandou massacrar todos os portugueses no Dongo, desde Pero da Fonseca e os seus homens aos 40 negociantes portugueses que residiam em Cabaça, incluindo Francisco Barbudo. Este massacre ficou doravante conhecido como "A Traição de Quiacassenda". O rei do Dongo reuniu então um exército de 12,000 homens e partiu contra Paulo Dias de Novais, que à data se encontrava perto do Cuanza com as suas tropas mas quando recebeu uma mensagem do rei do Dongo e soube da aproximação dos guerreiros ambundos deslocou-se para Anzele, a dez ou doze léguas de Luanda, a três ou quatro do rio Cuanza e outras tantas do rio Bengo, onde levantou um forte de madeira com duas peças de artilharia. Vinte dias depois, chegou a Anzele informações do massacre em Cabaça.

## Decorrer das hostilidades

### O Cerco de Anzele
Em Anzele, Paulo Dias de Novais com cerca de 60 soldados portugueses, 200 africanos cristianizados e as tropas auxiliares de sobas avassalados, enfrentaram um cerco de vários meses com ânimo. A hoste de Quiacassenda foi obrigada a retirar-se em debandada, fruto de uma bem comandada sortida liderada pelo sargento-mor Manuel João, que capturou muitos guerreiros e mantimentos por todo o distrito de Ilamba.
Fracassado o ataque a Anzele, Quiacassenda pediu a paz, que foi recusada e executou os seus conselheiros que lhe recomendaram a guerra. A 23 de Fevereiro de 1580 chegou a Luanda um reforço de 200 homens bem armados. Acompanhavam-nos dois padres jesuítas, um dos quais, Baltasar Barreira, seguiu para o Congo a pedir auxílio militar. Chegados os reforços a Anzele, Paulo Dias de Novais contava com 1200 homens entre europeus e africanos. Partiu para a conquista de Cambambe subindo o Cuanza 2 galeotas, 1 caravelão e 2 batéis, avassalando sobas e saquando as povoações em redor durante dois meses, expostos à chuva e às doenças tropicais.

### Deslocação para Mocumbe

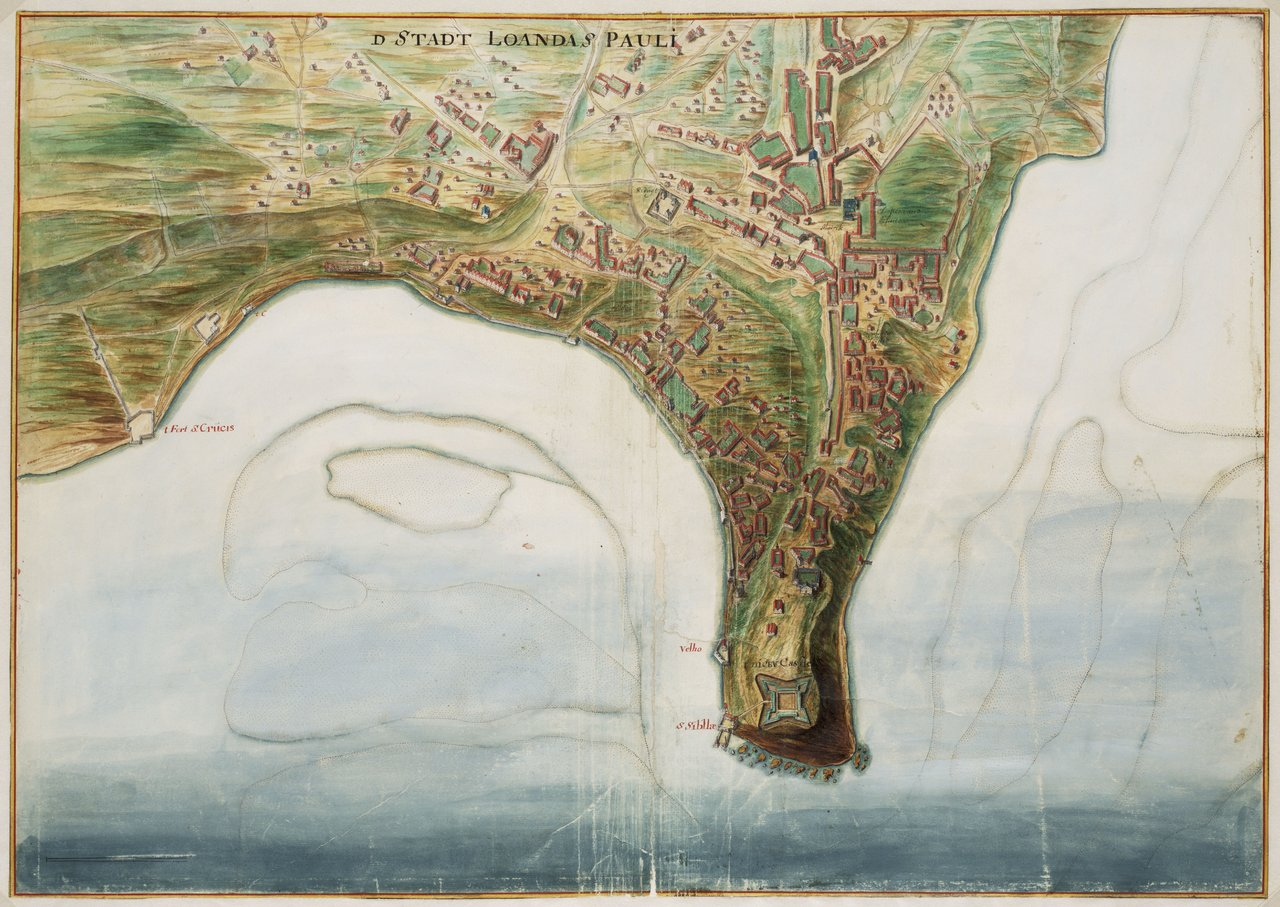
Vista de Luanda no séc. XVII.

A 16 de Novembro de 1580 os portugueses acamparam no porto fluvial de Macumbe. Ali ficaram durante 8 meses, durante os quais continuaram a escaramuçar com os sobas aliados do angola.
Em inícios de 1581 chegou o exército de socorro do rei do Congo, contabilizado em 60,000 homens, em que se incluíam 50 portugueses, porém foi destroçado em batalha pelos ambundos perto do seu acampamento. Em Junho, Paulo Dias de Novais encontrava-se já com poucas armas, munições e companheiros, fruto de doenças, mortes em batalha e deserções mas o padre Baltasar Barreira, que regressara a Luanda depois da sua missão ao Congo, logrou exortar muitos portugueses ao socorro e organizar uma expedição que chegou a Mocumbe com homens, munições e vitualhas a 24, tendo sido recebido com uma salva de artilharia. Ainda em 1581, Paulo Dias de Novais despachou três colunas armadas que lograram submeter o soba Songa, de Quissama, substituir o soba Angola Quicaito, do distrito de Ilamba, por outro amigável aos portugueses e derrotar vários outros. O soba Songa, entre outros 400, converteu-se inclusive ao cristianismo na ocasião e adoptou o nome de D. Paulo Novais em deferência a Paulo Dias de Novais.

### Cerco de Mocumbe e fundação de Massangano
Na primeira metade de 1582 Mocumbe foi novamente cercada pelas hostes do angola mas uma coluna portuguesa logrou obrigá-las a retroceder em debandada. O capitão Luís Serrão partiu com uma coluna de 80 soldados em socorro dos sobas aliados dos portugueses em Ilamba e mais uma vez as hostes do angola retiraram-se, sem combate. Em consequência, cada vez mais sobas aliavam-se ou prestavam vassalagem aos portugueses. Nesse mesmo ano Paulo Dias de Novais escreveu uma carta a D. Filipe I reconhecendo-o como rei de Portugal e requereu reforços que, no entanto, demorariam 2 anos a chegar. Subindo mais o Kuanza, Paulo Dias de Novais fundou o presídio de Massangano.

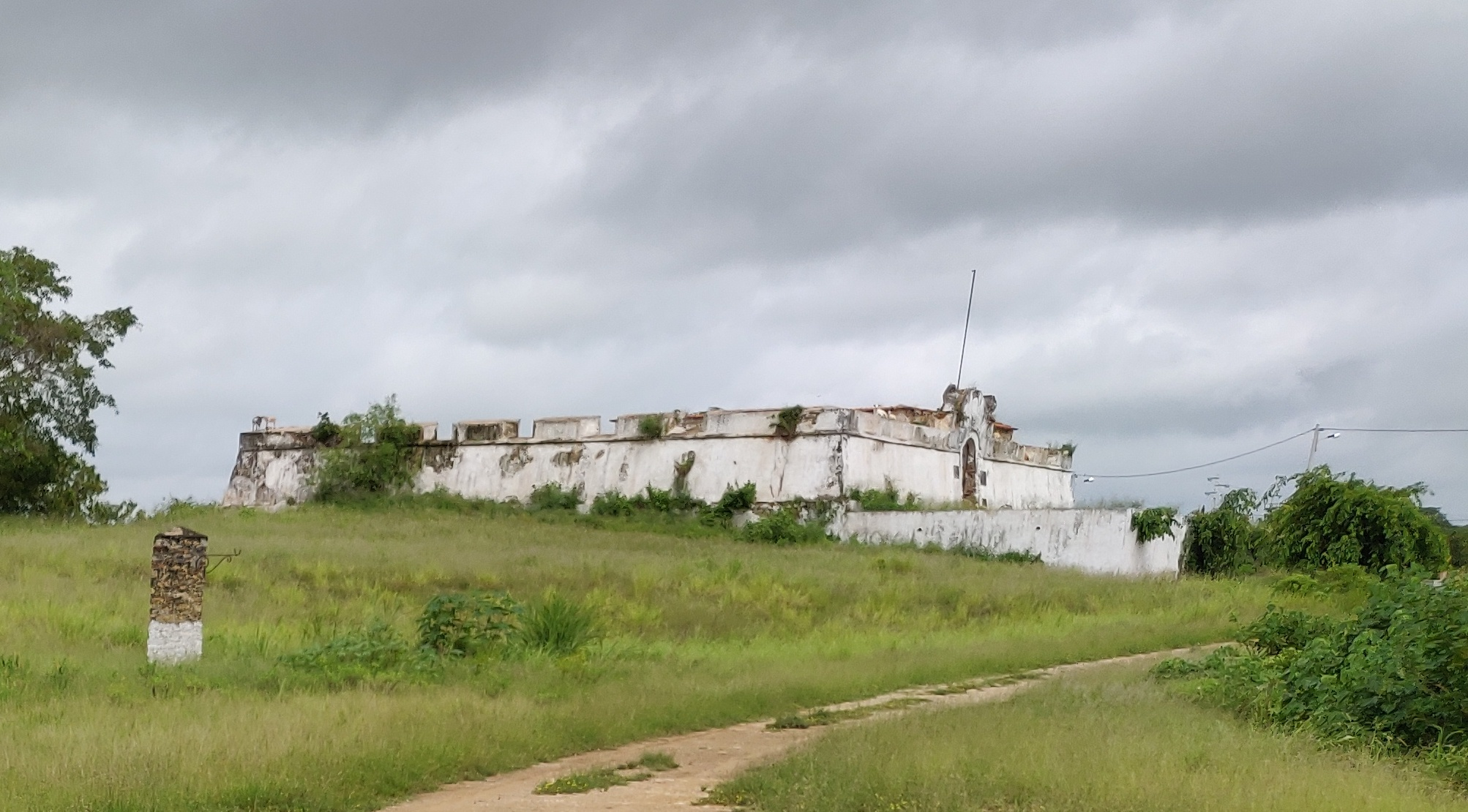
A fortaleza de Massangano.

### Cerco de Nova Gaza
Ao saber que o rei do Dongo se aproximava com um enorme exército, chegando até a ter circulado a informação que tinha 1 milhão de guerreiros, Paulo Dias de Novais deixou soldados a defender Massangano e partiu para Cambambe, pelo caminho destruíram o soba Mambatungo, em Talandongo, na província de Musseque e ali fundou um povoado chamado Nova Gaza, que se revelaria efémero. Em Nova Gaza, a 2 de Fevereiro de 1583, Paulo Dias de Novais e os 120 portugueses, acorridos apenas pelo soba D. Paulo e poucos mais, foram acossados pelo grande exército do angola, porém, novamente o rei do 
Dongo foi obrigado a levantar o cerco.

### Deslocação para Massangano
Os portugueses recuaram depois para Massangano, que assim recebeu o nome oficial de Vila de Nossa Senhora da Vitória de Massangano e seria o baluarte principal da penetração portuguesa do interior de Angola nos séculos vindouros.

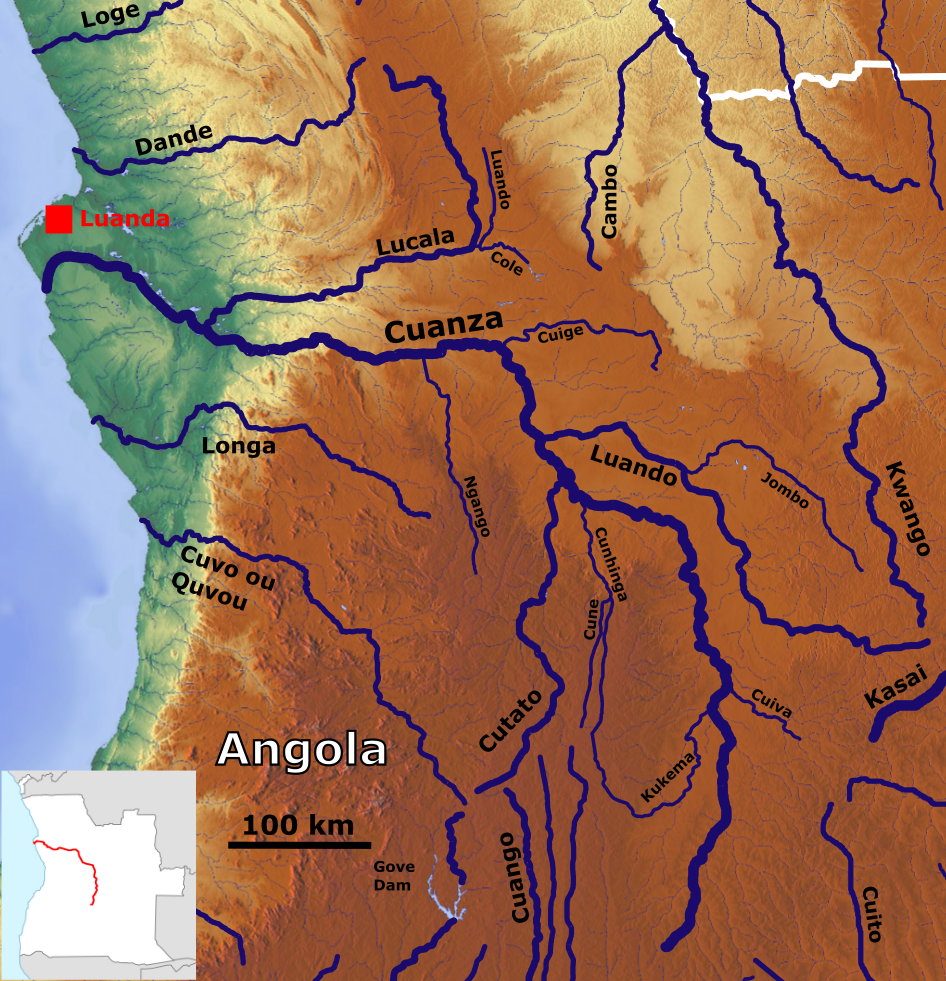
Sistema de rios do Cuanza.

Paulo Dias de Novais manter-se-iam aquartelado com as suas tropas em Massangano nos anos seguintes, levando a cabo ataques aos sobas do Dongo. Em Outubro de 1584 chegaram a Massangano 80 homens de reforço comandados por João Castanho Velez, que morreria chacinado nas margens do Lucala no ano seguinte.

### Batalha de Casicola
Em Agosto de 1585, o rei do Dongo enviou Andala Quitunga com uma grande hoste composta pela maioria dos sobas do distrito de Ilamba contra a coluna de 130 soldados e 8000 guerreiros do capitão-mor André Ferreira Pereira, porém na madrugada de 25 deste mês o capitão-mor derrotou os ambundos na Batalha de Casicola, auxiliado por um denso nevoeiro. Após a batalha de Casicola, muitos sobas submeteram-se a Paulo Dias de Novais. A 23 de Dezembro João Castanho Velez foi enviado a Cambambe e obteve uma vitória sobre o soba Angola Calunga, porém durante a retirada a sua coluna foi atacada de surpresa e quase totalmente massacrada.

### Batalha de Lucala
A chacina esfriou as relações com os sobas e encorajou o rei do Dongo a avançar contra os portugueses com um grande exército e, ao receber notícia do que se passara, Paulo Dias de Novais partiu para o rio Lucala numa expedição punitiva com 20,000 guerreiros dos sobas de Ilamba e soldados veteranos, chamados sambas, "que para onde vão não pára ninguém diante deles". Ao tentar atravessar o rio em grandes almadias, o exército do Dongo sofreu uma pesada derrota. Em 1586 chegaram de Portugal um reforço de 90 homens e outro em 1587, composto por mercenários alemães, flamengos e castelhanos, que todavia, sucumbiram às doenças tropicais antes de chegarem a combater.
Paulo Dias de Novais faleceu em Massangano a 9 de Maio de 1589, quando se preparava para um novo ataque contra o Dongo. Foi Sepultado no adro da Igreja de Nossa Senhora da Vitória em Massangano, embora o corpo tenha sido trasladado para a igreja dos Jesuítas, em Luanda, em 1609.

Bandeira de guerra, com a Cruz da Ordem de Cristo.

### As campanhas de Luís Serrão
Morto Paulo Dias de Novais, sucedeu-lhe interinamente Luís Serrão, velho camarada de armas, que dotou Luanda e Massangano de câmaras municipais, com escrivães, procuradores, juízes e vereadores, paróquias e a criação do posto de tendala, responsável por cobrar tributos aos sobas.
Entretanto, o rei do Dongo aliou-se com o rei do Congo D. Álvaro II e o rei de Matamba contra os portugueses. Na batalha de Angoleme Aquitambo o sarjento-mor Francisco de Sequeira, com 128 portugueses, dos quais 3 a cavalo e 15,000 guerreiros africanos foram rodeados pelo grande número de inimigos e derrotados, perto do rio Lucala, a 29 de Dezembro de 1590, morrendo na acção o sarjento-mor. Em Luanda, Luís Serrão soube do desastre e mandou sair o capitão-mor André Ferreira Pereira a cavalo com 12 homens para cobrir a retirada dos guerreiros africanos que escaparam ao massacre.
Luís Serrão morreu em Fevereiro de 1591 e sucedeu-lhe no cargo André Ferreira Pereira, eleito pelos militares de Massangano.

### Campanhas de D. Francisco de Almeida

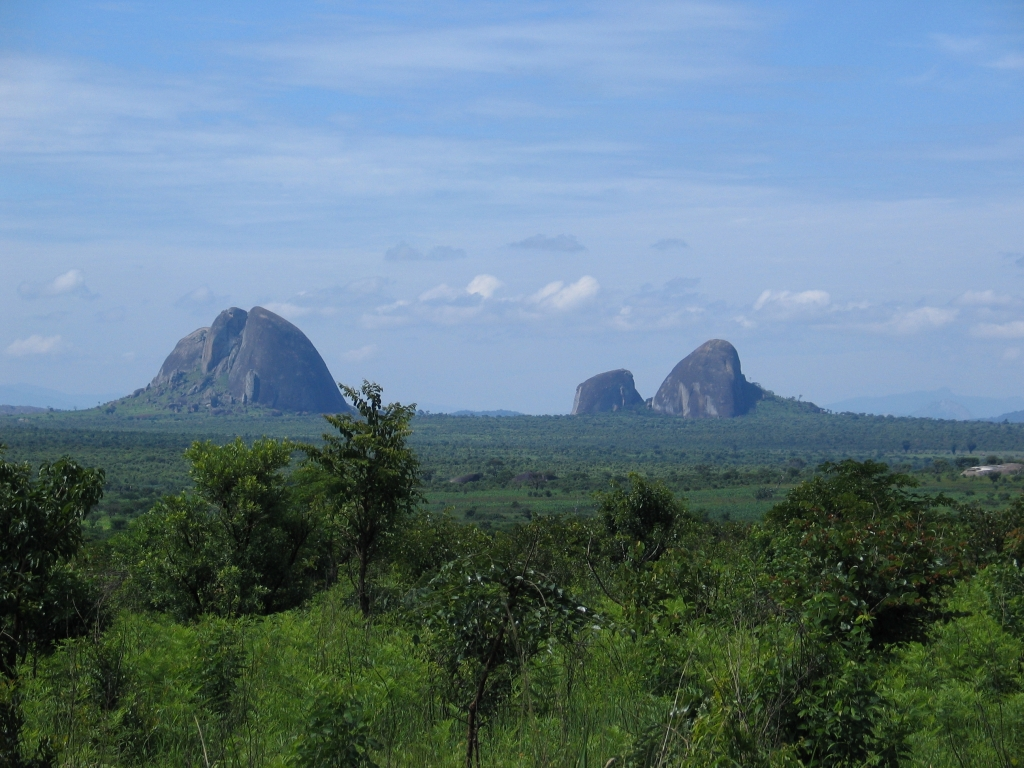
Geografia angolana em redor do Cuanza.

A 24 de Junho de 1592, desembarcou em Luanda o primeiro governador-geral nomeado pela Coroa: D. Francisco de Almeida, com um contingente de 400 a 600 soldados de infantaria e cavalaria. À data, as possessões portuguesas na região resumiam-se a São Paulo de Luanda, Calumbo, fundado em 1578, Mocumbe, fundado em 1580 e Nossa Senhora da Vitória de Massangano, fundada em 1583. Até 1592, 2340 soldados haviam chegado a Angola e destes 400 tinham morrido em batalha e 1300 de doenças.
Nos primeiros meses de 1593, ainda durante a época das chuvas, D. Francisco de Almeida liderou uma campanha com 750 soldados contra o soba Caculo Caenda, porém as suas tropas foram dizimadas pelas doenças e pelos guerreiros do soba. Após este fracasso, o governador foi deposto pelas suas tropas, entre as quais se contava um velho camarada de armas de Paulo Dias de Novais, Garcia Mendes de Castelo Branco, agora desembargador, e enviado preso para o Brasil, sendo eleito o seu irmão D. Jerónimo para o substituir.

### As campanhas de D. Jerónimo de Almeida

Expansão portuguesa em Angola, 1500-1800.

Na época do "cacimbo", mais propícia às campanhas militares, em Junho de 1583 D. Jerónimo, com 400 soldados de infantaria e 20 de cavalaria, liderou uma campanha contra o soba Songa de Quissama, que se rebelara mas foi derrotado por uma coluna de 160 soldados de infantaria e 18 cavaleiros, liderada pelo espanhol João de Vilória. Esta vitória rendeu aos portugueses o domínio das mina de sal da Quissama e nas imediações foi erguido o presídio de Andemba. O sal era utilizado como moeda e a conquista das minas teve um efeito desmoralizador entre os inimigos dos portugueses. Na sequência da conquista das minas, 26 sobas foram pacificados ou vassalizados. A 22 de Abril, porém, uma coluna liderada pelo capitão-mor Baltasar de Almeida de Sousa foi massacrada pelos guerreiros de Cafuxi Cambari ao embrenhar-se nos matos, escapando apenas Almeida de Sousa e mais cinco companheiros.
A 15 de Agosto, D. Jerónimo de Almeida foi substituído no cargo de governador por João Furtado de Mendonça, que desembarcara em Luanda com 400 homens e 30 cavalos.

### Campanhas de João Furtado de Mendonça e fundação de Muxima
Em Março de 1595, o novo governador empreendeu uma nova campanha durante a estação das chuvas, contra o soba Cafuxi Cambari, porém, ao subir o rio Bengo o seu exército foi assaltado pelas cheias e dizimado pelo paludismo, tendo morrido mais de 200, bem como todos os cavalos, vitimados pela doença do sono. Até o governador adoeceu e foi evacuado numa padiola para Luanda com os sobreviventes.

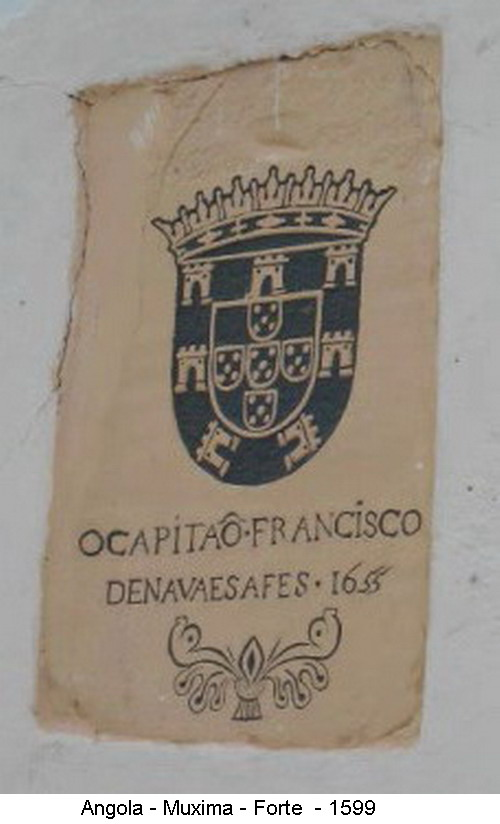
Brasão português na fortaleza de Muxima.

No ano seguinte levou a cabo nova expedição ao Icolo e Bengo, desta vez durante a estação do cacimbo e logrou vitórias. A Fortaleza de Massangano foi cercada pelos guerreiros de Quissama mas capitão Baltasar Rebelo de Aragão, conhecido entre os africanos como Bangalambata, distinguiu-se no socorro da praça sitiada, tendo destroçado os quissamas e, em 1599 fundou, na margem sul do Cuanza o presídio de Muxima.

### Campanhas de João Rodrigues Coutinho
João Rodrigues Coutinho desembarcou em Luanda em Janeiro de 1602 à cabeça de uma expedição de 1000 soldados de infantaria e 1000 de cavalo, a maior até então enviada a Angola. Fundou um grande paiol em Luanda mas, depois de reforçar Massangano e avançar para o sertão para atacar o soba Cafuxi Cambari, foi atacado por febres e viu-se obrigado a recuar para Massangano, onde veio a falecer em Agosto de 1603. Por determinação contida no seu testamento, foi sucedido no governo por Manuel Cerveira Pereira.

### Campanhas de Manuel Cerveira Pereira e fundação de Cambambe

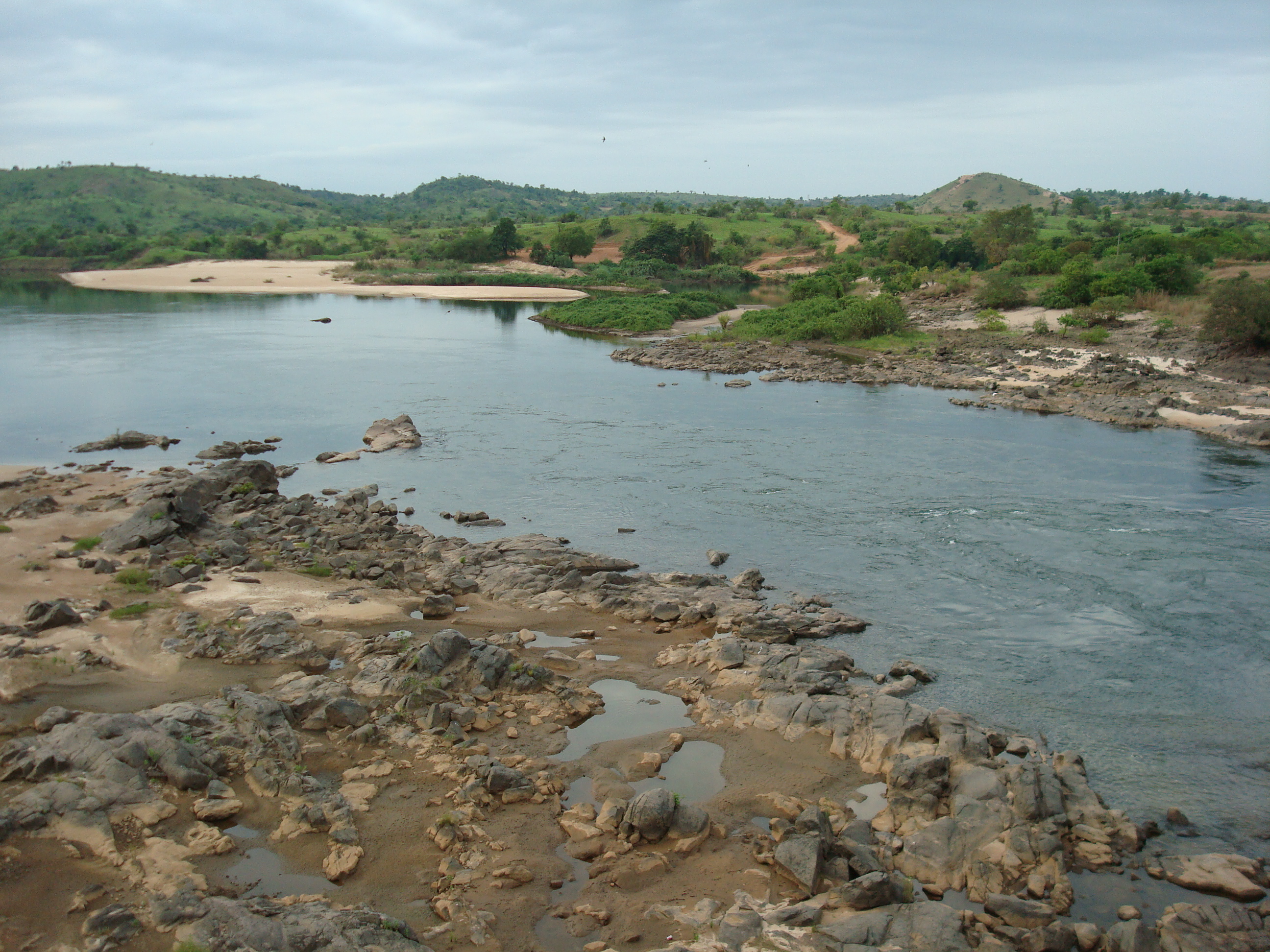
A região de Cambambe.

O experiente Manuel Cerveira Pereira não teve dificuldade em derrotar o soba Canfuxi Cambari em batalha a 20 de Agosto de 1603, com recurso a 50 espingardeiros, 35 cavaleiros e o auxílio das tropas do soba Langere mas poupou-lhe a vida a troco da sua vassalagem, o que indignou o soba aliado e os portugueses. Em 1604, Cerveira Pereira conquistou finalmente a região de Cambambe e fundou ali a fortaleza de Cambambe, guarnecida com 250 soldados, que se revelaria estrategicamente importante para o controlo do "corredor do Cuanza", por se situar perto do Dondo, onde existia um mercado importante e apenas a 70 quilómetros da capital do Dongo, Cabassa. As míticas minas de prata de Cambambe, porém, revelaram só conter chumbo.

## Paz
Pouco tempo depois da fundação de Cambambe, o angola do Dongo enviou a Luanda uma embaixada em que propunha a paz e solicitava missionários Jesuítas para evangelizar os seus súbditos. Manuel Cerveira Pereira pretendia firmar relações comerciais com o angola e mediante votação entre os seus capitães, decidiu-se não prosseguir a guerra, sendo assim assinada a paz.
A guerra de 1579 a 1604 permitiu aos portugueses atrair uma série de sobas em redor de Luanda para a órbita da Coroa Portuguesa e fundar vários presídios no sertão. 